# Hallie Foote
Hallie Foote (New York, 31 maart 1950) is een Amerikaans actrice. Ze speelde in diverse films en televisieseries, waaronder Paranormal Activity: The Ghost Dimension, Miami Vice en Sliders.

## Filmografie

### Film
- 1984: C.H.U.D., als serveerster
- 1985: 1918, als Elizabeth Robedaux
- 1986: On Valentine's Day, als Elizabeth Robedaux
- 1987: Courtship, als Elizabeth Vaughn
- 1998: Walking to the Waterline, als Lucy Bammer
- 2006: Friends with Money, als vrouw
- 2011: Paranormal Activity 3, als oma Lois
- 2014: Paranormal Activity: The Marked Ones, als oma Lois
- 2015: Paranormal Activity: The Ghost Dimension, als oma Lois

### Televisie
- 1979: Orphan Train, als Nellie
- 1986: American Playhouse, als Agned Wood
- 1986: Miami Vice, als Laura Kaplan
- 1987: The Little Match Girl, als Mary-Margaret Dutton
- 1988: Hothouse, als Rose
- 1991: Separate but Equal, als Julia Davis
- 1992: The Habitation of Dragons, als Margaret Tolliver
- 1992-1993: Murder, She Wrote, als Margaret Johnson / Sylvia Moffett
- 1994: Gunsmoke: One Man's Justice, als Hannah Miller
- 1995: The Client, als Caroline Hutchinson
- 1995: Law & Order, als Marjorie Duban
- 1996: Sliders, als Lady Mary
- 1997: Alone, als Agnes
- 1998: Promised Land, als Olivia Milner
- 2002: Law & Order, als Margaret Chapman